# Rue Maryse-Hilsz
La rue Maryse-Hilsz est une voie du 20e arrondissement de Paris, en France.

## Situation et accès
La rue Maryse-Hilsz est une voie publique située dans le 20e arrondissement de Paris. Elle débute au 113, rue de Lagny et se termine avenue de la Porte-de-Montreuil.

## Origine du nom

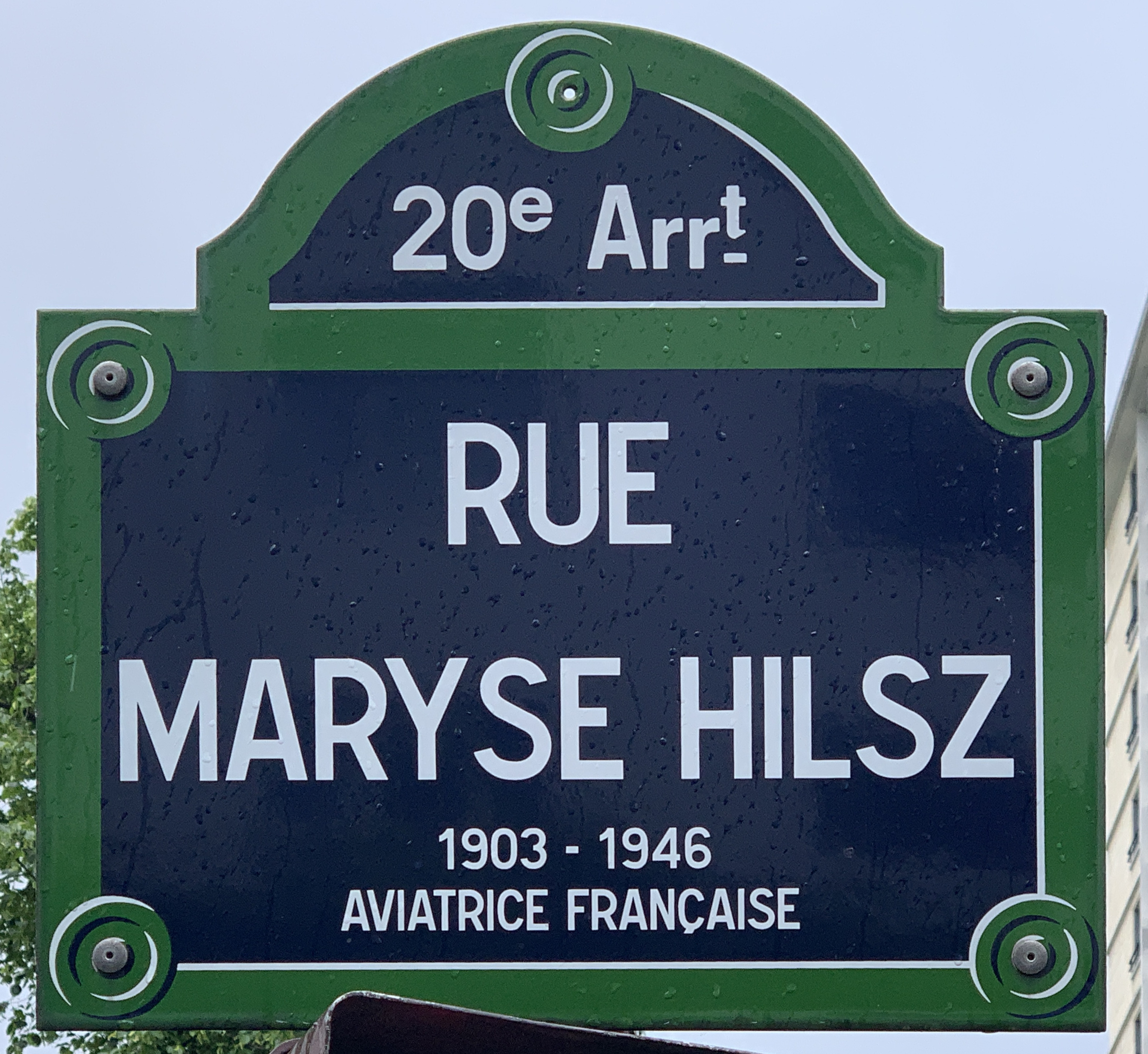
Plaque de la rue.

Cette rue rend hommage à l'aviatrice française Maryse Hilsz (1901-1946).

## Historique
Dénommée par un arrêté du 21 mai 1956, la rue est ouverte en 1957.
Une partie de la voie délimitait la ZAC Porte-de-Vincennes.